# ピエール・ホーエンバーグ
ピエール・クロード・ホーエンバーグ（Pierre Claude Hohenberg、1934年10月3日 - 2017年12月15日）は、フランス系アメリカ人の理論物理学者であった。主に統計力学について研究した。

## 経歴
フランス・ヌイイ＝シュル＝セーヌ生まれ。ホーエンバーグはハーバード大学で学び、1956年に学士号、1958年に修士号（1956年/57年はパリ高等師範学校に滞在）1962年に博士号を授与された。1962年から1963年までモスクワの物理問題研究所、その後パリの高等師範学校に滞在した。1964年から1995年までマーリー・ヒルにあるベル研究所で研究した。1985年から1989年まで理論物理学部門の長を務め、1989年から1995年まで「Distinguished Member of Technical Staff」であった。1974年から1977年まで、ミュンヘン工科大学の理論物理学の教授でもあった（1972年から1973年までは客員教授）。1995年から2003年までイェール大学の "Deputy Provost of Science and Technology" であった。その後、イェールの "Eugene Higgins Adjunct Professor of Physics and Applied Physics" となった。2004年にニューヨーク大学のSenior Vice Provost of Researchとなり、2011年にまで物理学科の教授となるまで在任した。2012年にニューヨーク大学の物理学の名誉教授となった。
ホーエンバーグは政治的に活動的でもあった。1983年、ホーエンバーグは科学者の自由のためのアメリカ物理学会（APS）の委員会の委員長を務め、1992年から1993年には元ソビエト連邦の科学者の支援のためのAPS委員会の長を務めた。1984年から1996年、ニューヨーク科学アカデミーの人権委員会の委員であった。ホーエンバーグはアメリカ芸術科学アカデミー（1985年から）、米国科学アカデミー（1989年から）、アメリカ哲学協会（2014年から）、ニューヨーク人文科学研究所（2016年から）の会員であった。1990年に、フリッツ・ロンドン記念賞、1999年にマックス・プランク・メダル、2003年にAPSのラルス・オンサーガー賞を受賞した。

## 業績
ホーエンバーグは1964年にヴァルター・コーンと共に密度汎関数理論に関する研究の過程でホーエンバーグ–コーンの定理を定式化した。ホーエンバーグは主に1960年代と1970年代の相転移に近い動的臨界現象の理論に関する研究で有名になった。ホーエンバーグは繰り込み法の適用についてバートランド・ハルペリン、Shang-keng Ma、Eric Siggiaと共同研究を行った。加えて、ホーエンバーグは水力学的不安定性（Swiftと）や非平衡系のパターン形成（Michael Crossと）について研究した。N・デイヴィッド・マーミンやヘルベルト・ワグナーに先んじて、ホーエンバーグは1967年に一次元および二次元における自発的対称性の破れの不可能性を証明した。Richard Friedbergと共同して、量子力学の解釈に対する無矛盾歴史アプローチに基づいて非相対論的量子力学の新たな定式化を提示した。
熟達した長距離スイマーであるホーエンバーグは、2010年代に芸術家/作家のリチャード・コステラネッツとNYU Colesプールにおいて毎年1時間のレースを争った。彼らは大抵引き分けを宣言した。

## 主要論文・著作
- P. Hohenberg and W. Kohn: Inhomogeneous Electron Gas. Phys. Rev. 136 (1964) B864–B871, doi:10.1103/PhysRev.136.B864.
- B. I. Halperin and P. C. Hohenberg: Generalization of scaling laws to dynamical properties of a system near its critical point, Physical Review Letters 19, 1967, p. 700, doi:10.1103/PhysRevLett.19.700.
- B. I. Halperin and P. C. Hohenberg: Scaling laws for dynamical critical phenomena, Physical Review Vol. 177, 1969, p. 952, doi:10.1103/PhysRev.177.952.
- B. I. Halperin, P. C. Hohenberg, Shang-keng Ma: Calculation of dynamical critical properties using Wilson's expansion methods, Physical Review Letters Vol. 29, 1972, p. 1548, doi:10.1103/PhysRevLett.29.1548.
- J. Swift, P. C. Hohenberg: Hydrodynamic Fluctuations at the convective instability, Physical Review, A, Vol. 15, 1977, p. 319, doi:10.1103/PhysRevA.15.319.
- P. C. Hohenberg: Existence of long range order in one and two dimensions, Physical Review Vol. 158, 1967, p. 383, doi:10.1103/PhysRev.158.383.
- P. C. Hohenberg: Dynamical theory of critical phenomena, in E. G. D. Cohen (Ed.) "Statistical mechanics at the turn of the decade", Dekker, New York 1971.
- P. C. Hohenberg, B. I. Halperin: Theory of dynamical critical phenomena, Reviews of Modern Physics, Vol. 49, 1977, pp. 435–479, doi:10.1103/RevModPhys.49.435.
- M. C. Cross, P. C. Hohenberg: Pattern formation out of equilibrium, Reviews of Modern Physics, Vol. 65, 1993, pp. 851–1112, doi:10.1103/RevModPhys.65.851.
- R. Friedberg, P. C. Hohenberg: Compatible Quantum Theory, Rep. Prog. Phys. 77, 2014,  pp 092001–092035, doi:10.1088/0034-4885/77/9/092001.